# Aristeas
Aristeas von Prokonnesos (altgriechisch Ἀριστέας Aristéas, latinisiert Aristeas Proconnesius) war ein antiker griechischer Dichter und Magier. Er lebte im 7. Jahrhundert v. Chr.

## Die Reise und das Epos
Geboren als Sohn eines Kaystrobios auf der im Marmarameer gelegenen Insel Prokonnesos, unternahm Aristeas, „von Apollons Ekstase getrieben“, angeblich eine lange Reise in die nördlich des Schwarzen Meeres gelegenen Länder der Skythen und Issedonen. In seinem Epos Arimaspeia (griechisch Ἀριμάσπεια, etwa: Gedicht über die Arimaspen) gab er einen mythisch ausgeschmückten Bericht über die noch ferner lebenden Völker, von denen ihm die Issedonen erzählten, nämlich über die mythischen, einäugigen Arimaspen, die (fiktiven) goldhütenden Greifen sowie die „über dem Nordwind“, das heißt am Rande der Welt bis zum Okeanos lebenden Hyperboreer.
Wichtigster Zeuge für das bis auf wenige Fragmente verlorene Gedicht ist Herodot.

## Aristeas als Schamane
Herodot berichtet außerdem von der an Schamanismus erinnernden Persönlichkeit des Aristeas. So soll dieser einst in Prokonnesos in eine Walkerei gekommen und plötzlich gestorben sein. Während sich aber der Walker aufmachte, um Aristeas’ Angehörige zu unterrichten, und sich die Nachricht in der Stadt verbreitet, habe ein eben eingetroffener Reisender berichtet, er habe Aristeas unterwegs auf dem Weg nach Kyzikos getroffen und sich mit ihm unterhalten. Als man im Haus des Walkers nachsah, sei tatsächlich keine Leiche gefunden worden. Erst „im siebten Jahr“ erschien Aristeas wieder in Prokonnesos und dichtete als Reisebericht seine Arimaspeia.
Darauf verschwand Aristeas erneut und erschien 240 (!) Jahre später in Metapont in Süditalien, dessen Einwohnern er gebot, einen Apollonaltar zu errichten und daneben sein Standbild mit der Namensinschrift „Aristeas von Prokonnesos“ aufzustellen. Apollon sei in Italien nämlich allein nach Metapont gekommen und er, Aristeas, sei als Begleiter des Gottes ein Rabe gewesen. Als die Metapontier beim Orakel von Delphi nachfragten, gebot ihnen Apollon durch den Mund seiner Priester tatsächlich, der Erscheinung zu gehorchen, so dass noch zu Herodots Zeit Altar und Standbild auf der Agora von Metapont standen.

## Rezeption
In Die neunte Stunde, seinem letzten Band, setzte sich Peter Huchel in zwei Gedichten („Aristeas I“ und „Aristeas II“) mit der Figur auseinander.